# Somanniathelphusa bawangensis
Somanniathelphusa bawangensis is een krabbensoort uit de familie van de Gecarcinucidae. De wetenschappelijke naam van de soort is voor het eerst geldig gepubliceerd in 1994 door Dai & Xing.